# Фиорано Моденезе
Фиора̀но Моденѐзе (на италиански: Fiorano Modenese, на местен диалект Fiurân, Фиуран) е град и община в северна Италия, провинция Модена, регион Емилия-Романя. Разположен е на 115 m надморска височина. Населението на общината е 17 066 души (към 2012 г.).